# 覆審法院
覆審法院（ふくしんほういん）は、日本統治時代の朝鮮及び台湾の第二審裁判所である。内地の控訴院（現在の高等裁判所、韓国・中華民国では「高等法院」）に相当する。

## 概要

### 朝鮮
朝鮮総督に直属し、朝鮮の民事訴訟、刑事訴訟に関し、第一審である地方法院の裁判に対する控訴、抗告について裁判を行った。
3人の判事で組織される部において合議で裁判を行い、その裁判に対する上告、抗告は高等法院の権限に属する。
覆審法院の長官として院長が置かれ、院の行政事務を掌理し、管理区域内地方法院の行政事務を指揮監督し、院の各部には部長が置かれ、それぞれ長官の命を承け部の事務を管掌する。
また、検事局が併置され、朝鮮総督の管理に属し、朝鮮の検察事務を掌る検事長が置かれ、局の事務を掌理し、管轄区域内地方法院検事局を指揮監督する。
覆審法院、覆審法院検事局には書記長、書記が置かれる。